# Synoicum papilliferum
Synoicum papilliferum är en sjöpungsart som först beskrevs av Wilhelm Michaelsen 1930.  Synoicum papilliferum ingår i släktet Synoicum och familjen klumpsjöpungar. Inga underarter finns listade i Catalogue of Life.